# Station Oloron-Sainte-Marie
Station Oloron-Sainte-Marie is een spoorwegstation in de Franse gemeente Oloron-Sainte-Marie.